# Selachochthonius
Genre
Synonymes
- Chthoniella Lawrence, 1935
- Kafirchthonius Chamberlin, 1962

Selachochthonius est un genre de pseudoscorpions de la famille des Pseudotyrannochthoniidae.

## Distribution
Les espèces de ce genre se rencontrent en Afrique du Sud et au Lesotho.

## Liste des espèces
Selon Pseudoscorpions of the World (version 3.0) :
- Selachochthonius cavernicola (Lawrence, 1935)
- Selachochthonius heterodentatus (Beier, 1955)
- Selachochthonius serratidentatus (Ellingsen, 1912)

et décrite depuis :
- Selachochthonius naledi Prado, Du Preez & Ferreira, 2022

## Systématique et taxinomie
Ce genre a été décrit par Chamberlin en 1929 dans les Chthoniidae.
Chthoniella et Kafirchthonius ont été placés en synonymie par Beier en 1964.

## Publication originale
- Chamberlin, 1929 : « On some false scorpions of the suborder Heterosphyronida (Arachnida - Chelonethida). » Canadian Entomologist, vol. 61, p. 152-155.